# La povera Rosetta
La povera Rosetta è una canzone popolare milanese proveniente dagli ambienti della malavita locale (la cosiddetta "Ligera"), composta per ricordare la triste vicenda - realmente accaduta - di una giovane prostituta milanese, conosciuta da tutti come Rosetta che, originaria di piazza Vetra, come riportato nella canzone, nei pressi svolgeva la sua attività. Morì poco meno che diciottenne (era nata il primo settembre 1895) alle 11:30 del 27 agosto del 1913, in circostanze ancora da chiarire, probabilmente a causa delle percosse subite, la notte precedente, da agenti della pubblica sicurezza nel corso di un arresto anche se - ufficialmente - i rapporti della questura, suffragati dall'autopsia, confermarono la tesi del suicidio tramite pastiglie di sublimato corrosivo.

## La Rosetta di piazza Vetra
Elvira Andrezzi - questo il nome all'anagrafe di Rosetta - pochi mesi prima di morire aveva debuttato come cantante al Teatro San Martino in piazza Beccaria, con il nome d'arte di Rosetta de Woltery. 
Sulla versione ufficiale del suicidio per avvelenamento nel corso dell'arresto vennero avanzati da subito molti dubbi, raccolti prima di tutto dal quotidiano Avanti!, successivamente anche dagli altri organi di stampa e dagli stessi inquirenti, dubbi che portarono al rinvio a giudizio per lesioni di due agenti che vennero poi assolti: Mario Musti per non aver preso parte al fatto e Antonio Santovito per non provata reità.
 I testimoni che avevano visto le guardie in borghese percuotere brutalmente la "Rosetta", non furono in grado di identificarle con precisione. Una più recente ricostruzione "colpevolista" dell'accaduto venne realizzata nel 1983 da Leonardo Sciascia.
Sulla effettiva data della morte della Rosetta circolano in rete diverse versioni, con erronei riferimenti in particolare all'anno 1914, a causa di un articolo poco accurato, a partire dalla citazione della canzone, uscito sul Corriere della Sera nel 1980 e poi sfortunatamente ripreso da molti siti. In realtà i fatti risalgono alla notte tra il 26 e il 27 agosto 1913, come facilmente rintracciabile nell'archivio dello stesso Corriere della Sera.

## La povera Rosetta: una canzone popolare
Della canzone esistono almeno due versioni: la prima il cui verso iniziale cita "il tredici di agosto" (cantata, tra gli altri, da Nanni Svampa e da I Gufi) e una seconda (cantata, fra gli altri, da Milly) che si riferisce, più correttamente, a "il ventisei di agosto",  anche se Rosetta, non ancora ventenne, morì la mattina successiva, quindi il 27.
La versione del brano interpretata da Nanni Svampa è registrata nel terzo volume della sua antologia sulla canzone lombarda, edito nel 1970 col sottotitolo "La mala e l'osteria".
Nel testo viene citata la "Colonnetta", che suggerisce come forse il "posteggio" di piazza Vetra ove la ragazza "battea" fosse in passato un'osteria con quel nome; come pure può essere che, al posto della "Colonna Infame" eretta contro il povero Gian Giacomo Mora - accusato di pestifera unzione - ed abbattuta nel 1778, ne venne eretta un'altra, in seguito anch'essa rimossa.

### Testo
Nel corso degli anni, dapprima negli ambienti della mala, poi nelle osterie e negli ambienti popolari, de "La povera Rosetta" si sono inevitabilmente sentite diverse versioni. Questo è il testo di quella tradizionalmente ricordata.
Il tredici di agosto,

in una notte scura,

commisero un delitto

gli agenti di questura.

Hanno ammazzato un angelo:

di nome la Rosetta.

Era di piazza Vetra,

battea la Colonnetta.

Chi ha ucciso la Rosetta

non è della Ligera:

forse viene da Napoli,

è della Mano Nera.

Rosetta, mia Rosetta,

dal mondo sei sparita,

lasciando in gran dolore

tutta la malavita.

Tutta la malavita

era vestita in nero:

per ‘compagnar Rosetta,

Rosetta al cimitero.

Le sue compagne, tutte,

eran vestite in bianco:

per ‘compagnar Rosetta,

Rosetta al camposanto.

Si sente pianger forte

in questa brutta sera:

piange la piazza Vetra

e piange la Ligera.

Oh, guardia calabrese:

per te sarà finita;

perché te l'ha giurata

tutta la malavita.

Dormi, Rosetta: dormi

Giù nella fredda terra;

a chi t'ha pugnalato,

noi gli farem la guerra;

a chi t'ha pugnalato

noi gli farem la guerra.